# كينيدي غراهام
كينيدي غراهام (بالإنجليزية: Kennedy Graham)‏ هو دبلوماسي وسياسي نيوزيلندي، ولد في 1946 في نيوزيلندا. نشط حزبياً في حزب الخضر في أوتياروا. وقد انتخب عضو مجلس النواب النيوزيلندي عن دائرة List MP ‏ وقد انضم خلال فترته النيابية ‏ للكتلة البرلمانية حزب الخضر في أوتياروا.

## وصلات خارجية
- الموقع الرسمي